# Mališan
Mališan (eng. The Kid) je film  Charlieja Chaplina iz 1921. u kojem se Jackie Coogan pojavljuje kao njegov posvojeni sin. Film je postigao veliki uspjeh te bio drugi najuspješniji film 1921., iza Četiri jahača apokalipse.
Mališan govori o Skitnici (Chaplin) koji pronalazi napuštenu bebu u uličici i počne se brinuti za njega. Kako dijete odrasta, dvojica održavaju savršen odnos, a počinju raditi sitne podvale kako bi nasamarili ljude.
Mališan je poznat po tome jer je bio prvi dugometražni film koji je spojio komediju i dramu. Najslavnija i najpotresnija sekvenca filma je kad Skitnica očajno po krovovima počinje progoniti socijalnog radnika koji mu je uzeo dijete, i njihovo emocionalno ujedinjenje. Publika je u to vrijeme bila duboko dirnuta filmom i odnosom Mališana s omiljenim likom Skitnice, od kojeg do tada nisu doživjeli toliko emocionalnog naboja.
Chaplin i Coogan ostvarili su nezaboravne izvedbe u Mališanu. Film je učinio Coogana, tada glumca u vodviljima, prvom velikom dječjom filmskom zvijezdom. Mnogi Chaplinovi biografi su naglasili da je nepatvoreni bliski i dirljivi odnos prikazan u filmu bio rezultat smrti Chaplinova prvorođenog sina, koji je umro kao novorođenče malo prije početka produkcije. Portret siromaštva i okrutnosti socijalnih radnika je direktna uspomena na Chaplinovo vlastito djetinjstvo u Londonu.
Nakon što je 1920. produkcija završena, Chaplin se razvodio od prve supruge Mildred Harris, koja je potraživala njegovu imovinu. Chaplin i njegovi suradnici prokrijumčarili su neobrađeni negativ u Salt Lake City, Utah (navodno upakiran u limenke kave), i montirali film u tamnošnjem hotelu. Prije objavljivanja filma, Chaplin je zatražio povišicu od distributera filma, First National Corporation, i dobio je na osnovi snage posljednjeg filma. Chaplin je ponovno montirao i objavio film 1971., te skladao novi glazbeni broj (koji mnogi smatraju jednim od njegovih najboljih).
Lita Grey, koja glumi zavodljivog anđela u filmu, postala je Chaplinova druga supruga od 1924. do 1927. Stariji Chaplin i Coogan susreli su se posljednji put 1972., tijekom Chaplinova kratkog povratka u Ameriku tijekom kojeg je primio Oscara za životno djelo.

## Glumci
- Charlie Chaplin - Skitnica
- Edna Purviance - Majka
- Jackie Coogan - Mališan
- Daryl Somers - Daryl Scroltch
- Tom Wilson - Policajac
- Henry Bergman - Impresario
- Lita Grey - Zavodljivi anđeo

## Vanjske poveznice
- Mališan u internetskoj bazi filmova IMDb-a
- Free download on the Internet Archive
- Scene iz Mališana  Arhivirana inačica izvorne stranice od 2. siječnja 2013. (Wayback Machine)